# Sverre Hansen (voetballer)
Sverre Hansen (Larvik, 23 juni 1913 – aldaar, 22 augustus 1974) was een Noors voetballer die gedurende zijn carrière als aanvaller speelde voor IF Fram. Hij overleed op 61-jarige leeftijd in zijn geboorteplaats Larvik.

## Interlandcarrière
Sverre Hansen won met het Noors voetbalelftal de bronzen medaille op de Olympische Zomerspelen 1936 in Berlijn, Duitsland, hoewel hij alleen meespeelde in het allereerste duel tegen Turkije (4-0). De ploeg onder leiding van bondscoach Asbjørn Halvorsen won in de troostfinale met 3-2 van Polen dankzij drie treffers van aanvaller Arne Brustad. In totaal speelde Hansen vijftien interlands voor zijn vaderland, en scoorde hij zeven keer in de periode 1933-1936.
| Logo van de Olympische Spelen | Goud | Zilver | Brons | Logo van de Olympische Spelen |
|                               | 0    | 0      | 1     |                               |